# Villa Contarini
La Villa Contarini, attribuée, non sans beaucoup de controverses, à Andrea Palladio, est considérée comme la plus grande villa veneta. De style baroque, elle est située au fond de la place principale, bordée d'un portique en hémicycle, de Piazzola sul Brenta, dans la province de Padoue et la région Vénétie, en Italie. Sa façade fait 180 mètres de long.
En 1546, Paolo et Francesco Contarini font construire la partie centrale de la villa. La physionomie actuelle résulte de campagnes de travaux d'agrandissement, à la fin du XVIIe siècle, voulue par Marc Contarini, au cours de laquelle les deux côtés d'ailes sont construits.
Un parc de 40 hectares, avec viviers, lacs et allées bordées d'arbres, s'étend à l'arrière de la villa.
La villa a servi de décor pour le film de Pasquale Festa Campanile, Dimmi che fai tutto per me sorti en 1976.

## Historique
Le style baroque grandiloquent que présente aujourd'hui la villa Contarini est vraisemblablement le résultat de la transformation, au XVIIe siècle, d'une villa réalisée par Andrea Palladio dans les années 1540 pour Paolo Contarini et ses frères. De l'œuvre palladienne, il subsiste des traces dans des cartes et des documents d'archive, mais peu d'éléments sont encore visibles dans l'édifice transformé à plusieurs reprises à partir de 1662.
En 1676, on procède à l'agrandissement et à la transformation de l'aile droite, avec un ordre double de colonnes rustiques et télamons, et d'une fastueuse décoration sculptée qui envahit également le corps principal de la villa. Giambattista Tiepolo illustre vers 1745 la réception d'Henri III dans une fresque. La magnificence avec laquelle la république de Venise le reçoit, émerveille le jeune souverain. Cette fresque se trouve depuis la fin du XIXe siècle dans le grand escalier d’honneur du musée Jacquemart-André à Paris.Un plafond, également peint par Tiepolo et intitulé “La Renommée annonçant l'arrivée du roi Henri III”, complétait cette fresque au sein de la villa Contarini. Egalement acheté par les époux André, ces derniers ont placé le plafond dans la salle à manger de l'hôtel.

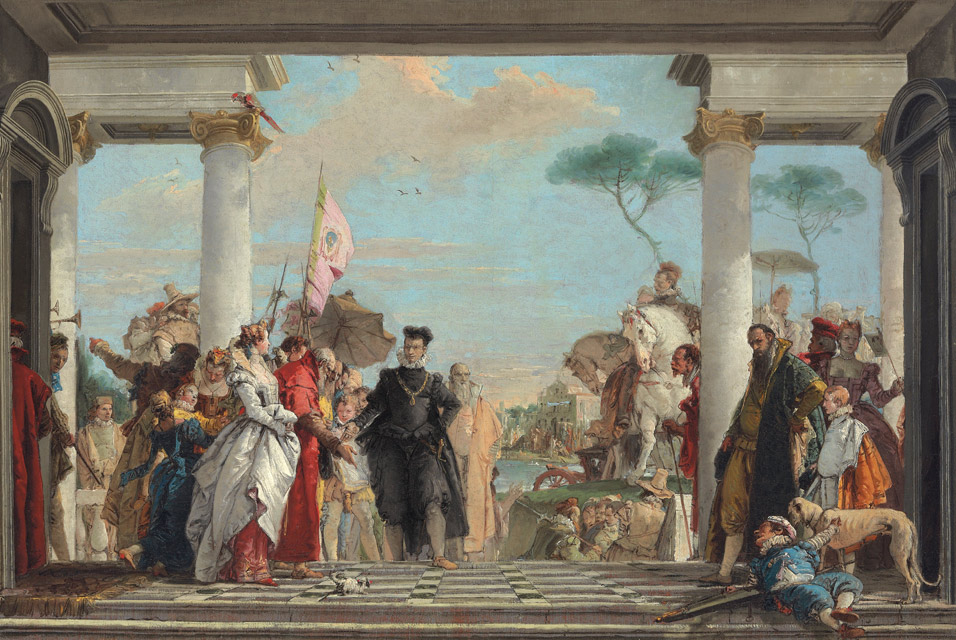
L'Arrivée d'Henri III à la Villa Contarini Giambattista Tiepolo, v. 1745 Esquisse dans une Collection privée, Paris
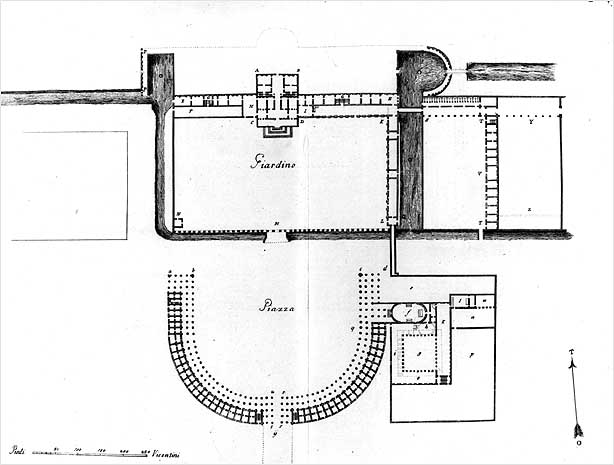
Plan d'ensemble Francesco Muttoni en 1760
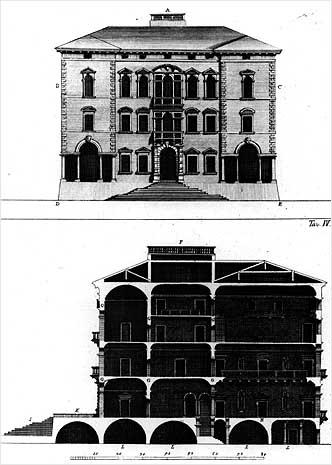
Façade et coupe transversale de la partie centrale Francesco Muttoni en 1760

Une carte de 1788 montre qu'à cette date le portique en hémicycle, délimitant la grande place située devant la villa, existait déjà.

Dans la seconde moitié du XIXe siècle la famille Camerini restaure la villa, alors en ruines, et lui redonne son lustre d'antan tout en la décorant dans un style éclectique du XIXe siècle. A nouveau négligée au milieu du XXe siècle, elle est rachetée par le professeur G.E. Ghirardi en 1969 qui crée une fondation pour la sauvegarder. Depuis 2005, la Villa est la propriété de la région de Venise. Des concerts ou autres événements culturels y sont organisés et elle peut être louée pour des réceptions, séminaires ou conférences. 

Photos de la Villa
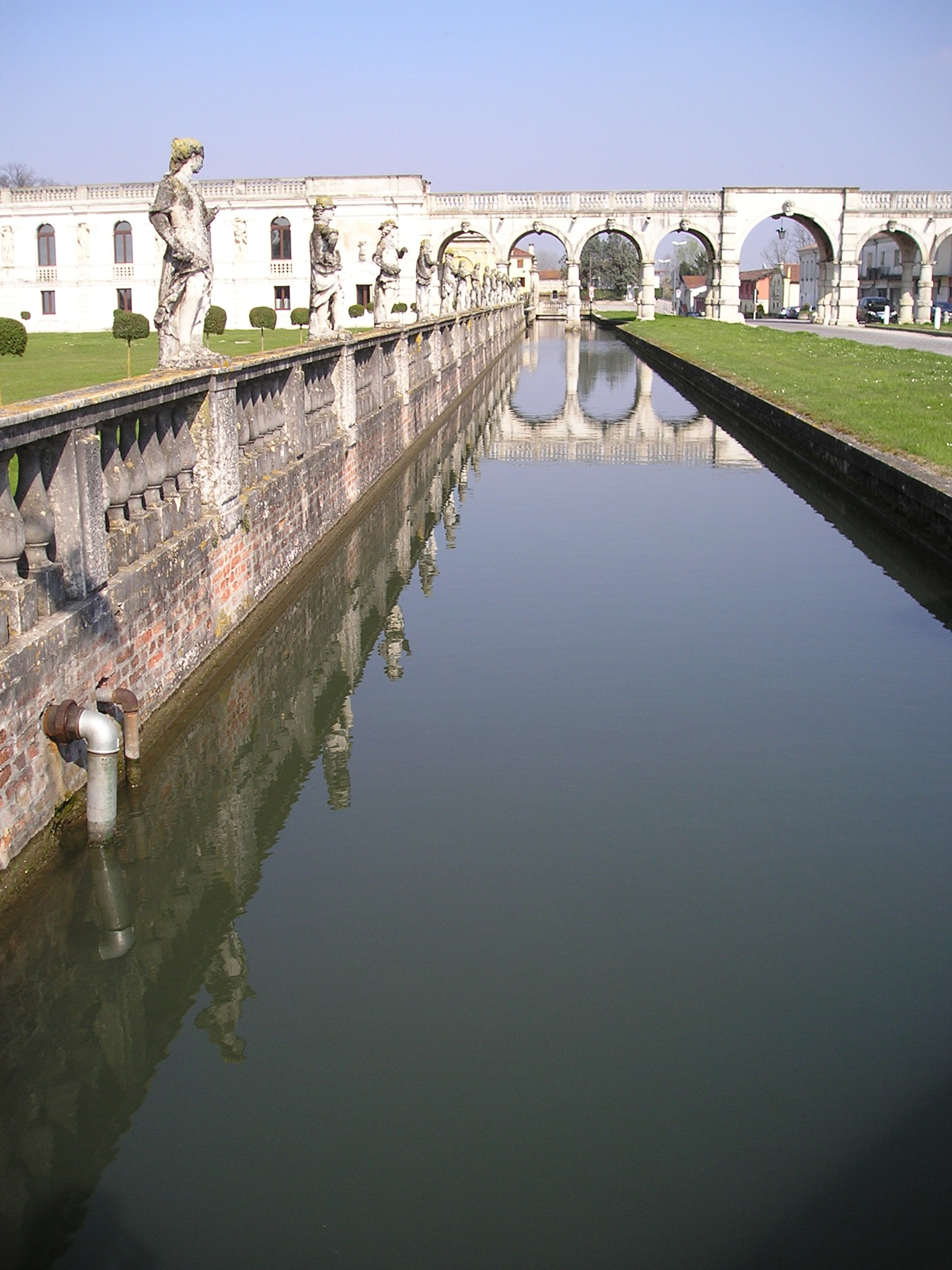
Le canal.
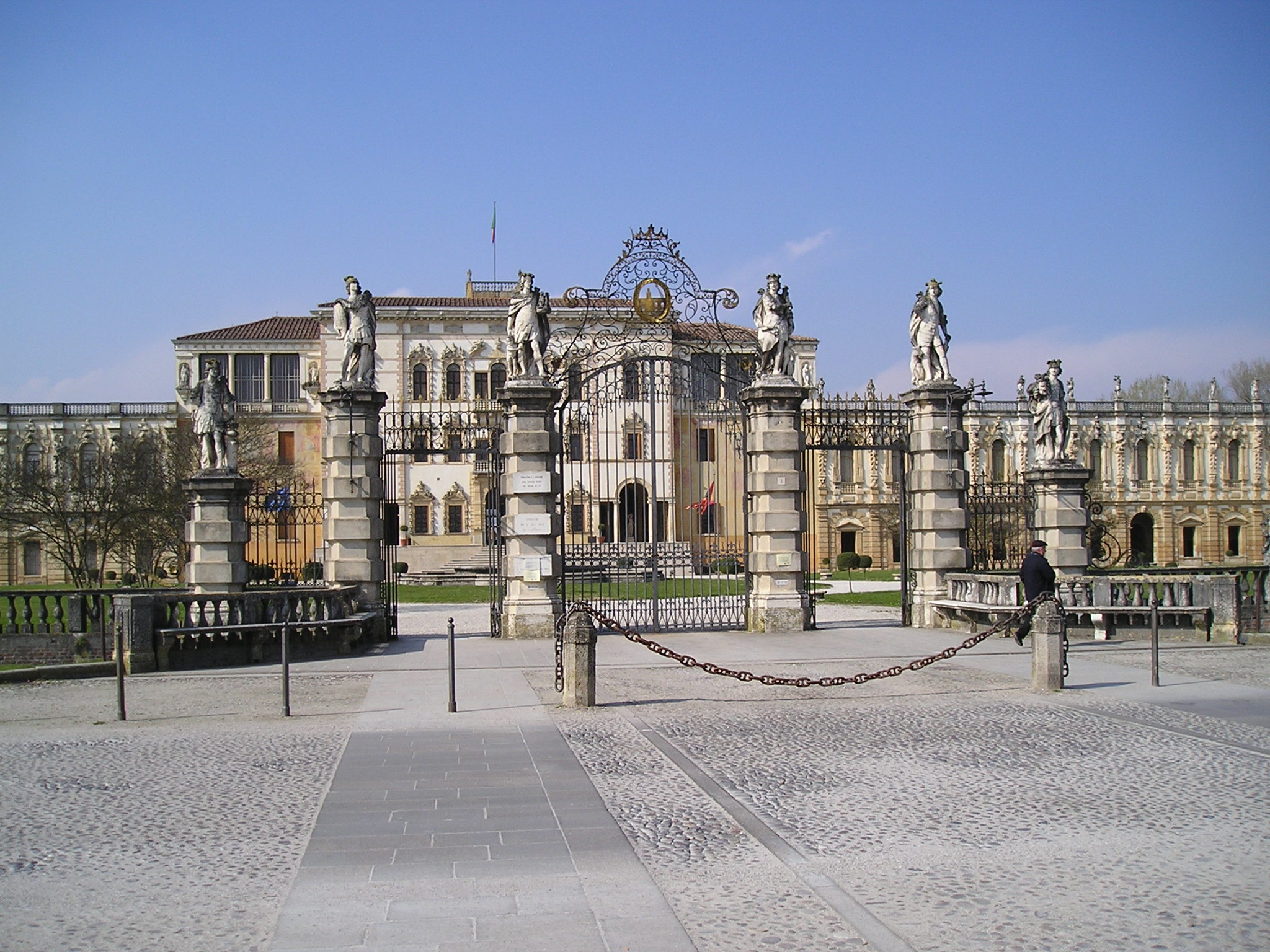
Le portail d'entrée.
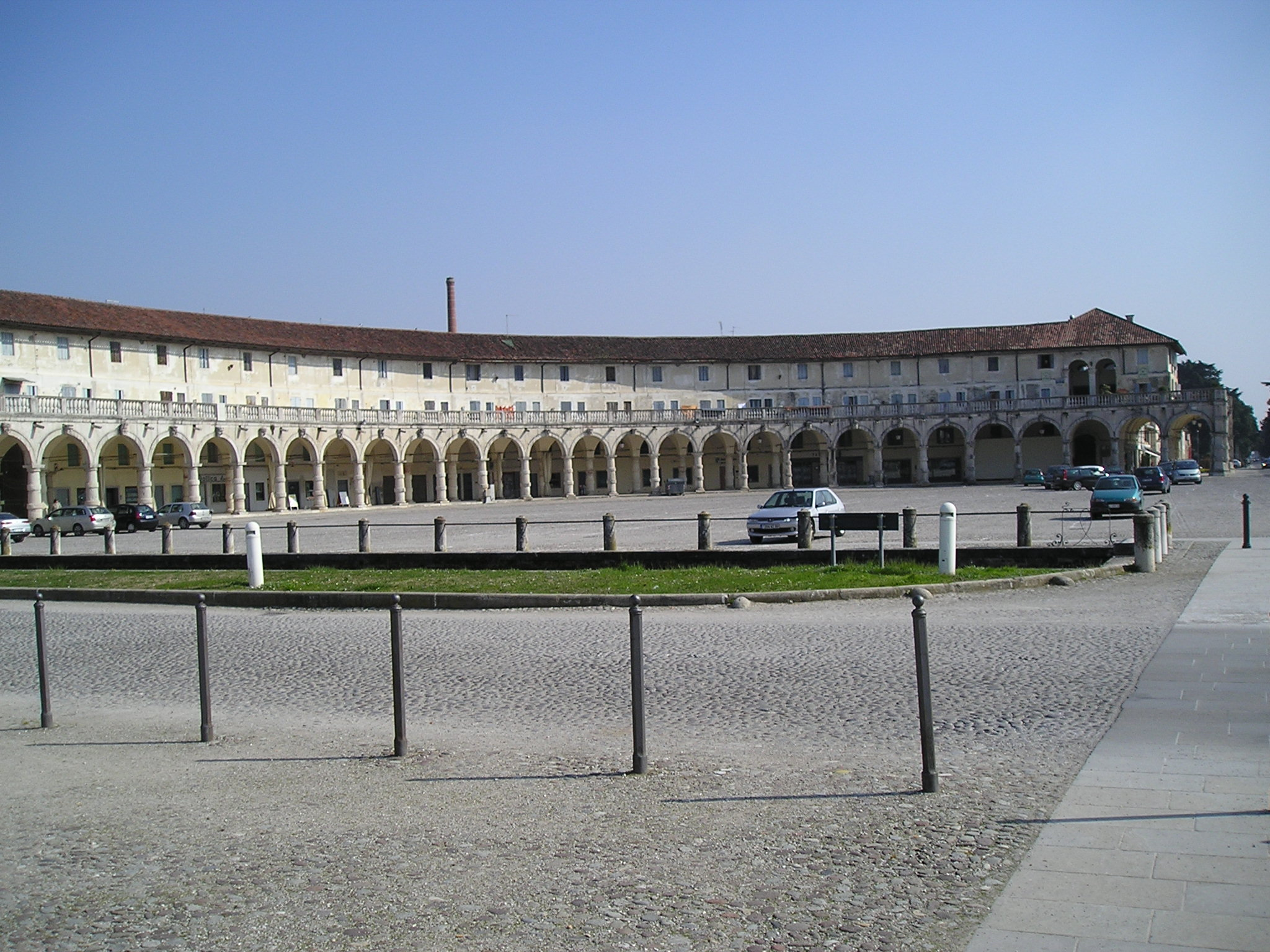
Le portique en hémicycle de la place.
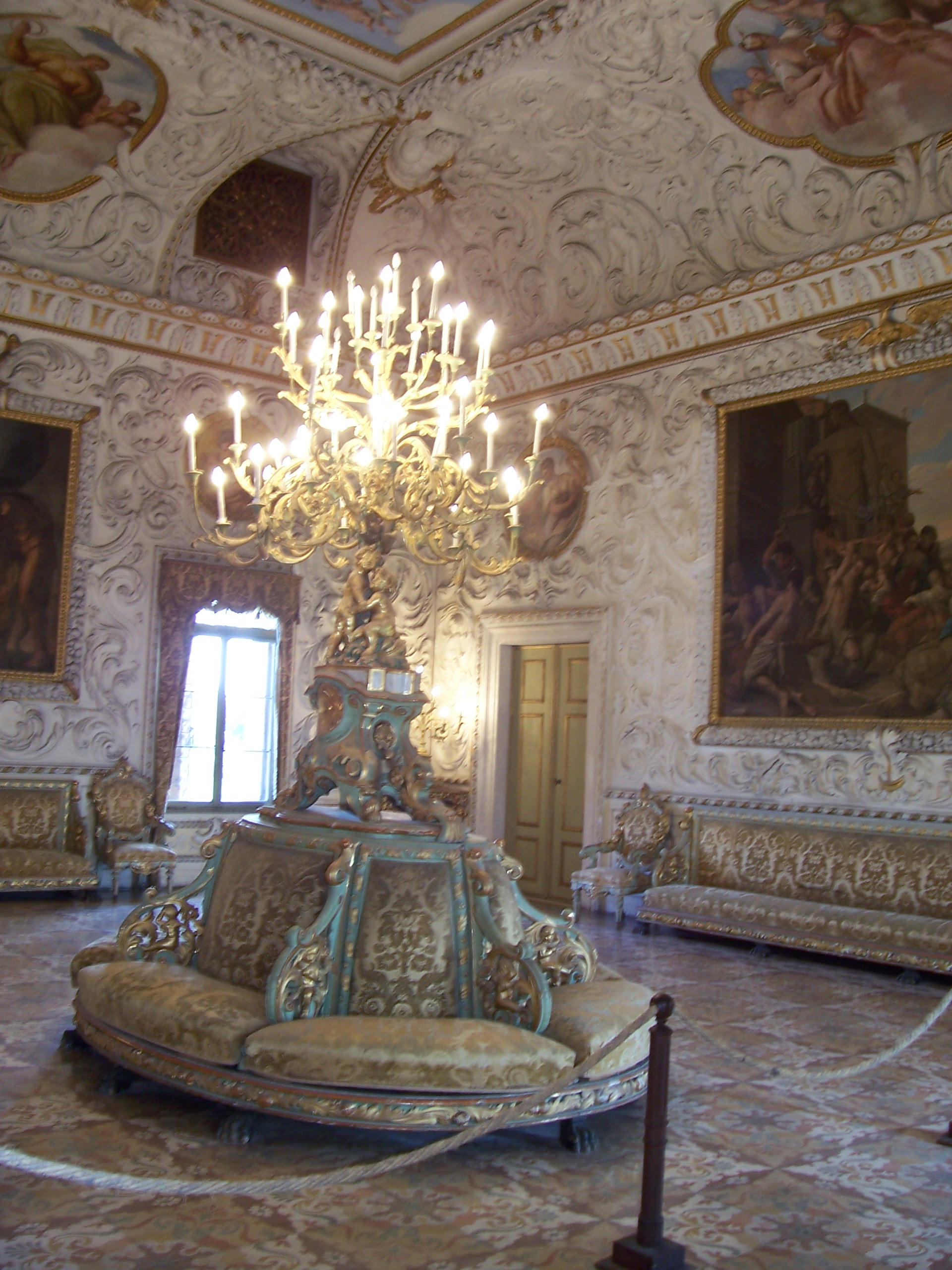
L'intérieur.
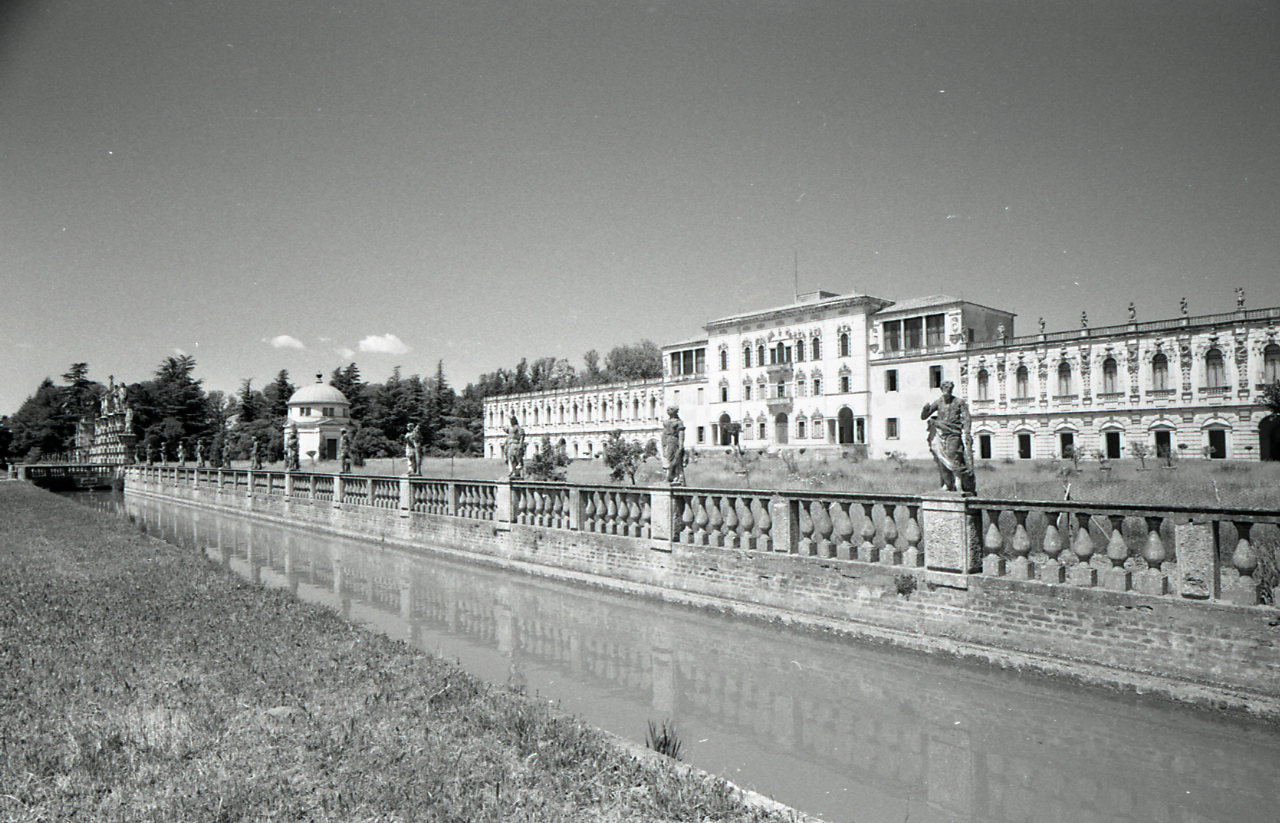
Photo par Paolo Monti, 1967

## Sources de traduction
- (it) Cet article est partiellement ou en totalité issu de l’article de Wikipédia en italien intitulé « Villa Contarini » (voir la liste des auteurs) dans sa version du 27 février 2009. Il est lui-même partiellement issu du texte relatif à la villa Contarini, sur le site du CISA, http://www.cisapalladio.org, lequel a autorisé sa publication (cf  tkt #2008031210017761)